# Ткаленко Іван Борисович
Іван Борисович Ткаленко (1 березня 1977, Кременчук, Полтавська область) — український музикант, композитор, бандурист, мультиінструменталіст, винахідник, педагог.

## Життєпис
Народився 1 березня 1977 року в Кременчуці в сім'ї інженерів. У 1980 році родина переїхала до міста Хорол Полтавської області. Навчатися музиці почав у 
хорольській музичній школі по класу скрипки в 1984 році. Через 4 роки покинув навчання через гру у ВІА Хорольського будинку піонерів на бас-гітарі.
У 1990 році вступає до Стрітівської школи кобзарського мистецтва, звідки через два роки виключений за порушення навчальної дисципліни.
З 1993 по 1995 рік навчається у Студії при Державній заслуженій капелі бандуристів України.
З 1995 по 1996 рік працює викладачем бандури у школі мистецтв села Германівка (Обухівський район).
З 1996 по 1997 рік - служить у лавах Національної гвардії України, грає в ансамблі/оркестрі в/ч 2262. Військове звання - старший сержант гвардії
З 1997 по 2018 рік - артист Національної заслуженої капели бандуристів України ім. Г. І. Майбороди. З 2000 року - музикант гурту Гроно, Тараса Петриненка. З 2007 по 2009 рік - музикант гурту Гайдамаки. З 2011 по 2018 рік викладає бандуру у Студії при Національній заслуженій капелі бандуристів України ім Г. Майбороди. З 2018 року -  незалежний концертуючий/сесійний музикант.

## Діяльність
Композитор/музикант: мова сонця, ембієнт, бандурна електронна музика.
Винахідник: стійки до бандури ; системи визвучення бандури (електробандура), вперше застосував паралельну обробку бандурного сигналу, використовує комп'ютерну обробку під час гри.
У 2012 році заснував Лігу Вправних Регулювальиків бандури (зараз Майстерня Вправних Бандуристів) - організація, яка ремонтує та обслуговує бандури, виготовляє стійки до бандури, встановлює системи визвучення бандури (електробандура).
Педагог: викладач Студії при Національній заслуженій капелі бандуристів України ім Г. Майбороди, викладає бандуру приватно, читає лекції та майстер-класи онлайн і офлайн.

## Співпраця
Співпраця: Олександр Піпа, Тоня Матвієнко, Володимир Ткаченко, Оксана Білозір, Тарас Петриненко, Kozak System, Сокира Перуна, Чубай Козак Систем пісні самонаведення, KoloYolo, СонЦе, Любомир Мельник, проект VILNA, Quattro corde, Ольга Богомолець, Майя Янчишин-Чедрик, гурт Vroda, хор Хрещатий Яр, Los Dinamos.

## Відео
- CANLI STUDİO. 23.09.18. Бандурист Іван Ткаленко
- Іван Ткаленко - Зоре моя вечірняя
- Іван Ткаленко - Наспів
- Ivan Tkalenko - Forest (live from Caribbean Club)
- #слухати. Іван Ткаленко
- Деепричастны Kaska Records - Ivan Tkalenko, о работе музыкантов в Glovo, группе Гроно и бандуре